# El Ogla (distrito)
El Ogla é um distrito localizado na província de Tébessa, Argélia. Sua capital é a cidade de mesmo nome. A população total do distrito era de 27 212 habitantes, em 2008.[carece de fontes?]

## Comunas
O distrito está dividido em quatro comunas:
- El Mezeraa
- Bedjene
- Stah Guentis
- El Ogla